# ستيفن ونايت (لاعب دوري الرغبي)
ستيفن ونايت (بالإنجليزية: Stephen Knight)‏ هو لاعب دوري الرغبي أسترالي، ولد في 24 يوليو 1948 في Manly, New South Wales ‏ في أستراليا.